# Odin Sikström
Odin Sikström, född 3 augusti 1921 i Jakobstad, död där 9 juni 1996, var en finländsk tonsättare, plåtslagare och finsmed. 
Sikström tonsatte företrädesvis andliga sånger för en röst och orgel till texter av bland andra Dan Andersson. Många av dessa sånger spelades av honom själv in på skiva. 